# 32610 Siennafink
32610 Siennafink este o planetă minoră (asteroid) din centura de asteroizi. A fost descoperită pe 24 august 2001 la Experimental Test Site⁠(d) de Lincoln Near-Earth Asteroid Research. 
Obiectul prezintă o orbită caracterizată de o semiaxă mare de 2,9497585 UAi, o excentricitate de 0,01, o înclinație de 1,77669 ° în raport cu ecliptica.